# M939
 (août 2025).
Si vous disposez d'ouvrages ou d'articles de référence ou si vous connaissez des sites web de qualité traitant du thème abordé ici, merci de compléter l'article en donnant les références utiles à sa vérifiabilité et en les liant à la section « Notes et références ».

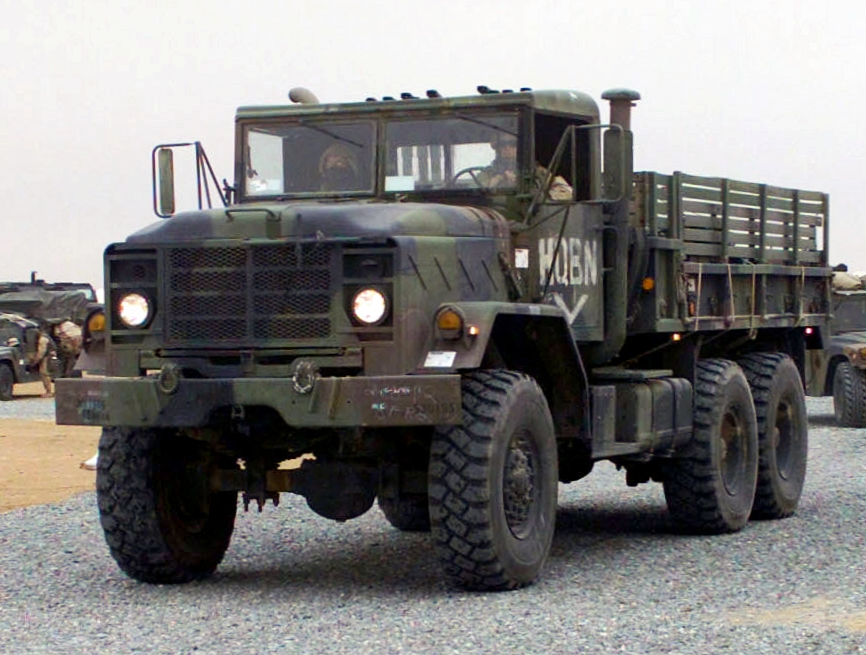
Un M939 durant l'Enduring Freedom.

Le M939 est une série de camions tactiques 6x6 construite pour les besoins de Forces armées des États-Unis. La version cargo de base dite « 5 tonnes » a été développée pour transporter 4 500 kg sur tous les terrains et par tout temps. Décliné en de multiples versions, il a été construit à 44 590 exemplaires.

## Dimensions
| Modèle                 | Empattement | Longueur | Largeur | Hauteur | Masse à vide |
| ---------------------- | ----------- | -------- | ------- | ------- | ------------ |
| M813 Cargo long        | Long        | 8m10     | 2m49    | 2m97    | 9530kg       |
| M923 Cargo             | long        | 7m90     | 2m44    | 3m02    | 9490 kg      |
| M925 Cargo             | long        | 8m43     | 2.44    | 3m02    | 9990 kg      |
| M927 Cargo             | extra long  | 9m79     | 2m44    | 3m07    | 10790 kg     |
| M928 Cargo             | extra long  | 10m36    | 2m49    | 3m07    | 11290 kg     |
| M929 Benne             | court       | 6m99     | 2m41    | 3m18    | 10800 kg     |
| M930 Benne             | court       | 7m48     | 2m41    | 3m18    | 11300 kg     |
| M931 Tracteur          | court       | 6m72     | 2m47    | 2m92    | 9024 kg      |
| M932 Tracteur          | court       | 7m26     | 2m47    | 2m92    | 9523 kg      |
| M934 Expansible van    | extra long  | 9m21     | 2m49    | 3m51    | 12716 kg     |
| M936 Wrecker           | long        | 9m19     | 2m46    | 3m05    | 16740 kg     |
| M945 transport de pont | long        | 9m55     | 3m43    | 3m00    | 12400 kg     |

## Utilisateurs
| - États-Unis - Argentine - Équateur - Égypte - Géorgie - Indonésie - Irak - Arabie saoudite - Liban | - Maroc - Mexique - Malaisie - Philippines - Taïwan - Thaïlande - Somalie - Turquie |